# Песочный человек (новелла)
«Песочный человек» (нем. Der Sandmann) — сказочная новелла немецкого романтика Гофмана, основанная на народных поверьях о песочном человеке. Открывает сборник рассказов «Ночные этюды» (1817).

## Сюжет
Рассказ подаётся читателю как переписка нескольких лиц. Произведение начинается с трёх писем: Натаниэль — Лотару (Натаниэль рассказывает про случай, произошедший 30 октября, когда к нему пришёл продавец барометров, и про случай, произошедший в детстве, с Коппелиусом), Клара — Натаниэлю (Клара случайно прочитала первое письмо, высказывает свою точку зрения) и Натаниэль — Лотару (Натаниэль рассказывает про Спаланцани и Олимпию).
Далее Натаниэль приезжает домой, к Кларе и Лотару, потом отправляется в Г., где обнаруживает, что его квартира и весь дом сгорели. Натаниэль переселяется в другой дом, прямо напротив профессора Спаланцани. Однажды к нему в комнату приходит Коппола и продаёт Натаниэлю карманную подзорную трубку. Натаниэля приглашают на праздник у Спаланцани, где тот собирается впервые показать всем свою дочь. Натаниэль влюбляется в Олимпию и хочет обручиться с ней, однако, когда он отправляется в квартиру Спаланцани, чтобы сделать предложение Олимпии, Натаниэль узнаёт, что Олимпия — безжизненная кукла. Натаниэль сходит с ума, его перевозят в сумасшедший дом.
После его возвращают в родительский дом. Все следы помешательства исчезли. Клара и Натаниэль поднимаются на башню ратуши. Клара замечает странный куст, Натаниэль машинально опускает руку в карман, достаёт подзорную трубку Копполы и, посмотрев в неё, опять теряет рассудок. Он хочет сбросить Клару вниз, но Лотар её спасает. На безумные крики Натаниэля сбегается народ, в толпе маячит фигура Коппелиуса. Увидев его, Натаниэль с пронзительным воплем: «А… Глаза! Хорош глаза!..» — прыгает через перила и разбивается насмерть.

## Персонажи
- Натаниэль — главный персонаж.

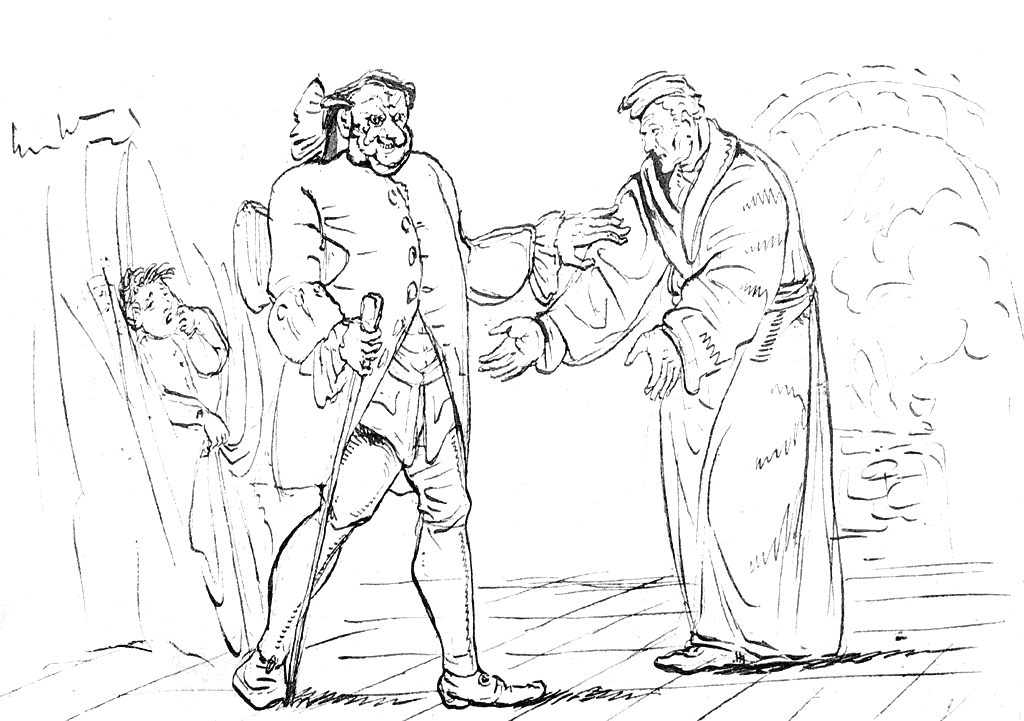
Иллюстрация Гофмана

- Клара — невеста Натаниэля и сестра Лотара, имеет миролюбивый, спокойный, рассудительный характер.
- Лотар — брат Клары, друг Натаниэля.
- Отец Натаниэля — алхимик, имел дело с Коппелиусом, что привело к его смерти.
- Коппелиус — уродливый человек, портящий Натаниэлю жизнь, причастен к смерти отца Натаниэля.
- Джузеппе Коппола — итальянский механик, продавец барометров, в котором Натаниэль узнаёт Коппелиуса.
- Спаланцани — профессор физики, учащий Натаниэля, создатель автомата Олимпии.
- Олимпия — «дочь» профессора Спаланцани, автомат.
- Зигмунд — друг Натаниэля, пытавшийся спасти его от безумия.

## Признание и влияние
«Песочный человек» — одно из популярнейших произведений Гофмана и своего рода визитная карточка писателя. Его мотивы были положены в основу классического балета «Коппелия» и первой части оперы «Сказки Гофмана». Известны также две комические оперы на сюжет про девушку-куклу — «Нюрнбергская кукла» Адольфа Адана (1852) и «Кукла» Эдмона Одрана (1896). В честь одного из персонажей новеллы взяла название рок-группа Coppelius.
Александр Грин написал на похожий сюжет о девушке-кукле рассказ «Серый автомобиль», экранизированный в 1988 г. под названием «Господин оформитель».
В 1919 г. Зигмунд Фрейд опубликовал разбор «Песочного человека» в очерке «Жуткое». С точки зрения Фрейда, страх потерять зрение, который преследует главного героя новеллы, есть не что иное, как вытесненный страх кастрации, которому, как любой психической травме, суждено возвращаться в сознание. На примере гофмановской истории Фрейд выводит определение категории жуткого: «всё то, что должно было оставаться тайным, скрытым, но вышло наружу». 
В 2001 г. на «Союзмультфильме» началась работа над мультфильмом «Гофманиада» по мотивам этой и других сказок Гофмана. Мультфильм был выпущен 9 октября 2018 г.